# Reichsbahndirektion Hannover
Die Reichsbahndirektion Hannover war ein Verwaltungsbezirk der Deutschen Reichsbahn, der die Großregion Hannover umfasste.

## Gebiet
Das Gebiet der Reichsbahndirektion Hannover erstreckte sich im Norddeutschen Tiefland über weite Teile der preußischen Provinz Hannover, über das Land Braunschweig und den Norden der preußischen Provinz Sachsen. Im Nordwesten reichte das Gebiet bis zur Wesermündung; im Südwesten fast bis Hamm in der preußischen Provinz Westfalen.

## Strecken
Bedeutende Strecken innerhalb der Direktion waren:
- der Ostteil der Köln-Mindener Eisenbahn (Hamm) – Löhne – Minden (Hannover – Minden) und ihre Fortsetzungen nach
- Wunstorf – Hannover – Lehrte – Braunschweig – Magdeburg bzw. Lehrte – Stendal – (Berlin) (Berlin-Lehrter Eisenbahn)
- die Strecke Wunstorf – Nienburg/Weser – Verden – Bremen (Bremen – Hannover) und ihre Fortsetzung nach Wesermünde (Bremerhaven) (Bremen – Bremerhaven)
- die Amerikalinie (Bremen) – Uelzen – Salzwedel – Stendal
- die Strecke (Hamburg) – Uelzen – Celle – Lehrte/Hannover (Lehrte – Hamburg-Harburg und Hannover – Celle) – Laatzen/Hildesheim – Nordstemmen – (Göttingen) (Hannöversche Südbahn und Lehrte – Nordstemmen)
- Nordharzstrecken zwischen Hildesheim bzw. (Seesen) und Magdeburg bzw. Halberstadt
- Main-Weser-Bahn (1880–1895)[1]

## Geschichte

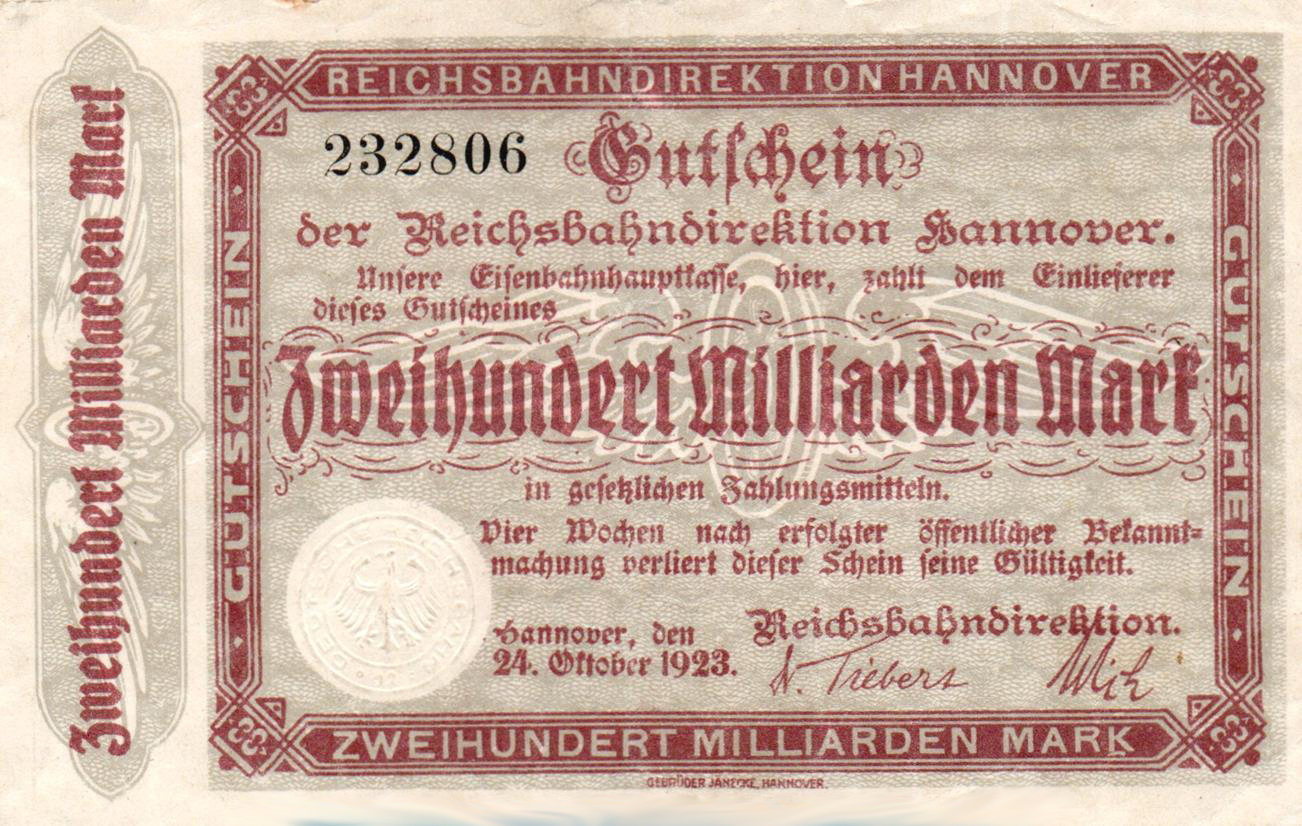
Notgeld der Reichsbahndirektion von 1923 über 200 Milliarden Mark mit den faksimilierten Unterschriften von Georg Tiebert (senior) und Walter Wick

Am 11. März 1843 errichtete das Königreich Hannover als Zentralverwaltung der Königlich Hannöverschen Staatseisenbahnen die Königliche Eisenbahn-Direktion in der Residenzstadt Hannover, aus der kurze Zeit später die Königliche Generaldirektion der Eisenbahnen und Telegraphen zu Hannover wurde.
Nach der Annexion des Königreichs Hannover durch das Königreich Preußen 1866 wurde die Eisenbahndirektion in Königliche Eisenbahndirektion Hannover umbezeichnet und Teil der Preußischen Staatseisenbahnen. 1879 wurde sie zu einer der 11 Eisenbahndirektionen der damals im Rahmen der Verstaatlichungswelle neu organisierten Preußische Staatseisenbahnen.
Diese gingen 1920 in der Deutschen Reichsbahn auf, die zum 6. Juli 1922 einheitlich den Namen Reichsbahndirektion (RBD) für ihre Eisenbahndirektionen einführte. Nach Kriegsende 1945 unterstand die RBD Hannover der Reichsbahn-Generaldirektion (RBGD) der Britischen Zone mit Sitz Bielefeld. Nach Gründung der Deutschen Bundesbahn 1949 wurden aus den ehemaligen Reichsbahndirektionen Bundesbahndirektionen. Die Direktion firmierte nun als „Bundesbahndirektion Hannover“. Im Rahmen der Verwaltungsreform wurde 1974 die Bundesbahndirektion Münster aufgelöst und Teile ihres Zuständigkeitsbereichs der Bundesbahndirektion Hannover zugeschlagen.
Die Bundesbahndirektionen wurden mit Gründung der Deutsche Bahn AG 1994 aufgehoben und ihre Aufgaben den neuen Geschäftsbereichen übertragen.

## Verwaltungsgebäude Joachimstraße 8

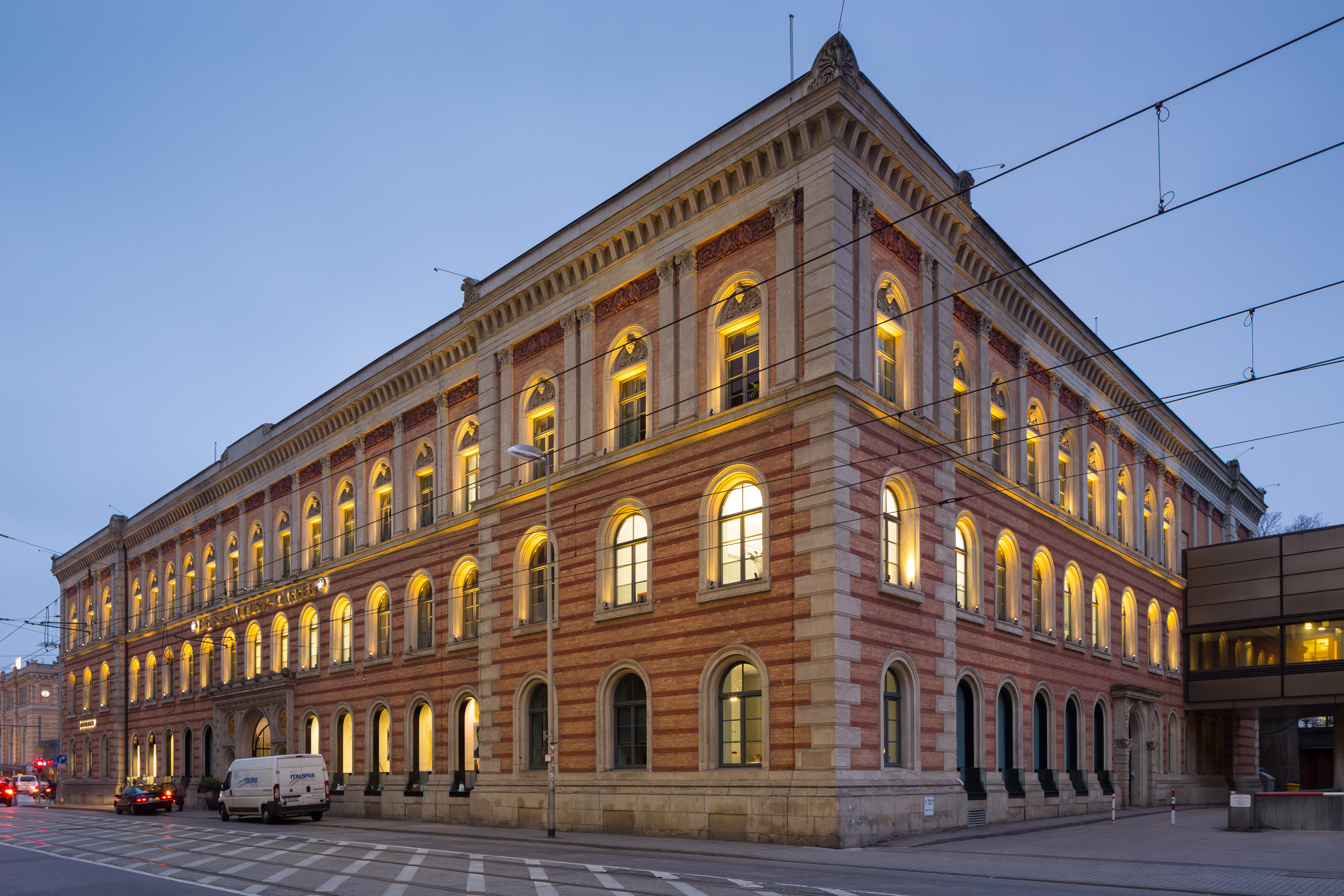
Verwaltungsgebäude Joachimstraße 8

Die Königliche Eisenbahndirektion Hannover nutzte das 1870–1872 erbaute Verwaltungsgebäude Joachimstraße 8. Der Berliner Architekt Friedrich Hitzig entwarf den dreigeschossigen Bau mit vier Flügeln. Die Fassade verkleidete er mit gelbem Ziegelmauerwerk, das rote Bänder akzentuieren. Die Ecken des Hauses sind als Risalite ausgeführt, die nur wenig aus der Bauflucht hervortreten. Das Obergeschoss erhielt ein umlaufendes Geschosssims mit Pilastern, angelehnt an Vorbilder aus der Antike. Darüber folgt ein weit auskragendes Dachgesims, das Aktroterien aus Sandstein schmücken. Der an der Joachimstraße verlaufende Flügel wurde 1970 als Kopie rekonstruiert.
Das denkmalgeschützte Haus wurde von 2001 bis 2003 und 2010 umfassend saniert und beherbergt nun als „Ernst-August-Carrée“ im Erdgeschoss Unternehmen des Einzelhandels und der Gastronomie, während in den oberen Etagen die Deutsche Bahn AG der Hauptmieter ist.

## Präsidenten
- 1843–1866: Friedrich Georg Hartmann
- 1867–1874: Albert Maybach
- 1874–1887: Siegmund von Schmerfeld, vorher Präsident der Eisenbahndirektion Berlin
- 1887–1891: Karl von Thielen, anschließend Minister der öffentlichen Arbeiten
- 1891–1903: Eduard Oskar Reitzenstein (1900 geadelt als Eduard Oskar von Eickhof genannt Reitzenstein auf Schloss Eickhof)
- 1903–1905: Balduin Wiesner, anschließend Ministerialdirektor der Bauabteilung im Ministerium der öffentlichen Arbeiten
- 1905–1908: Heinrich Herwig, anschließend Präsident KED Danzig
- 1908–1923: Hans Wesener
- 1923–1933: Hermann Seydel
- 1933–1945: Walter Bürger
- 1945–1947: Wilhelm Bühl
- 1947–1959: Hermann Wegener
- 1959–1965: Walter Völker
- 1965–1967: Karl-Friedrich Kümell
- 1967–1976: Friedrich Stille
- 1976–?: Ernst Peters